# 2018 في أستراليا
فيما يلي قوائم الأحداث التي وقعت خلال عام 2018 في أستراليا.

## سياسة

### تعيين في المنصب
- 14 فبراير – كريستينا كينيلي عضو مجلس الشيوخ الأسترالي [الإنجليزية]‏.

### انتهاء فترة المنصب
- 3 مارس – لارا جيدينجز عضو مجلس النواب تسمانيا من الجمعية.

## رياضة
- 28 يناير – سباق كاديل ايفانز 2018 الفائزون جاي مكارثي، إيليا فيفياني، داريل إيمبي، لاسي نورمان هانسن.

## وفيات

### يناير
- 17 يناير – جيسيكا فالخولت (مواليد 1988) ممثلة أسترالية.

### فبراير
- 11 فبراير – نيكولاس شحادة (مواليد 1926) لاعب اتحاد رغبي أسترالي من أصل لبناني ورئيس مدينة سيدني ما بين عامي 1973 و1975.